# Семипалатне
Семипала́тне (каз. Семипалатное) — село у складі Кизилжарського району Північноказахстанської області Казахстану. Входить до складу Розсвітського сільського округу.
Населення — 203 особи (2021; 293 у 2009, 382 у 1999, 409 у 1989).
Національний склад станом на 1989 рік:
- росіяни — 70 %.